# Плещеев, Александр Павлович
Алекса́ндр Па́влович Плеще́ев (1793—1867) — генерал-майор, участник Кавказской войны.

## Биография
Происходил из дворян Пензенской губернии, сын майора. Образование получил во 2-м кадетском корпусе, из которого выпущен в 1814 году прапорщиком в 20-ю артиллерийскую бригаду.
В 1815 году переведён в лейб-гвардии 2-ю артиллерийскую бригаду, в 1826 году произведён в капитаны, в следующем году получил чин подполковника с переводом в 13-ю артиллерийскую бригаду.
В 1829 году Плещеев был назначен командиром 2-й лёгкой роты 3-й полевой артиллерийской бригады и в 1831 году принял участие в подавлении восстания в Польше; находился при штурме Варшавских предместий и за отличие был произведён в полковники.
Через год Плещеев был назначен командиром 6-й артиллерийской бригады и в 1839 году произведён в генерал-майоры. 3 декабря 1839 года Плещеев за беспорочную выслугу 25 лет в офицерских чинах был награждён орденом св. Георгия 4-й степени (№ 5920 по кавалерскому списку Григоровича — Степанова).
Переведённый в Отдельный Кавказский корпус Плещеев в 1841 году был назначен командиром 1-й бригады 20-й пехотной дивизии и находился в Чеченском отряде, где принимал участие в боях в горцами.
В 1842 году он был назначен состоять при командующем войсками Кавказской линии и в Черномории и в том же году был в походе за Кубанью в землю абадзехов. В 1844 году Плещеев получил должность командира 2-й бригады Грузинских линейных батальонов и снова сражался в Чечне и Дагестане. В 1846 году вышел в отставку.
Скончался 4 июля 1867 года в Москве, похоронен на Ваганьковском кладбище; могила утрачена.
По словам графа Бутулина, в молодости Плещеев «был склонен побалагурить, сострить и поповесничать, не выходя, впрочем, за границ благопристойности».